# World RX de Barcelona 2018
El World RX de Barcelona 2018 es una prueba de Rallycross en España válida para el Campeonato Mundial de Rallycross. Se celebró en el Circuit de Barcelona-Catalunya en Cataluña, Barcelona, España
Johan Kristoffersson actual campeón defensor ganó a bordo de su Volkswagen Polo GTI, seguido de Sébastien Loeb y Andreas Bakkerud.
Mattias Ekström ganador originalmente de la prueba fue descalificado por haber generado un incidente en la final que perjudico a Petter Solberg.

## Series
| Pos. | No. | Piloto               | Equipo                 | Auto              | Q1  | Q2  | Q3  | Q4  | Pts |
| ---- | --- | -------------------- | ---------------------- | ----------------- | --- | --- | --- | --- | --- |
| 1    | 11  | Petter Solberg       | PSRX Volkswagen Sweden | Volkswagen Polo R | 2º  | 1º  | 1º  | 2º  | 16  |
| 2    | 21  | Timmy Hansen         | Team Peugeot Total     | Peugeot 208       | 17º | 2º  | 2º  | 1º  | 15  |
| 3    | 1   | Johan Kristoffersson | PSRX Volkswagen Sweden | Volkswagen Polo R | 3º  | 5º  | 4º  | 3º  | 14  |
| 4    | 5   | Mattias Ekström      | EKS Audi Sport         | Audi S1           | 1º  | 7º  | 9º  | 4º  | 13  |
| 5    | 13  | Andreas Bakkerud     | EKS Audi Sport         | Audi S1           | 5º  | 4º  | 3º  | 6º  | 12  |
| 6    | 68  | Niclas Grönholm      | GRX Taneco Team        | Hyundai i20       | 16º | 6º  | 5º  | 5º  | 11  |
| 7    | 4   | Robin Larsson        | Olsbergs MSE           | Ford Fiesta       | 9º  | 8º  | 8º  | 7º  | 10  |
| 8    | 6   | Jānis Baumanis       | STARD                  | Ford Fiesta       | 7º  | 9º  | 6º  | 11º | 9   |
| 9    | 7   | Timur Timerzyanov    | GRX Taneco Team        | Hyundai i20       | 10º | 12º | 7º  | 9º  | 8   |
| 10   | 74  | Jérôme Grosset-Janin | GC Kompetition         | Renault Mégane RS | 6º  | 10º | 11º | 12º | 7   |
| 11   | 36  | Guerlain Chicherit   | GC Kompetition         | Renault Mégane RS | 8º  | 11º | 10º | 12º | 6   |
| 12   | 71  | Kevin Hansen         | Team Peugeot Total     | Peugeot 208       | 12º | 3º  | 14º | 14º | 5   |
| 13   | 9   | Sébastien Loeb       | Team Peugeot Total     | Peugeot 208       | 4º  | 17º | 17º | 8º  | 4   |
| 14   | 96  | Kevin Eriksson       | Olsbergs MSE           | Ford Fiesta       | 11º | 16º | 13º | 10º | 3   |
| 15   | 42  | Oliver Bennett       | Oliver Bennett         | MINI Cooper       | 14º | 13º | 12º | 15º | 2   |
| 16   | 66  | Grégoire Demoustier  | Sébastien Loeb Racing  | Peugeot 208       | 15º | 14º | 15º | 16º | 1   |
| 17   | 84  | "Knapick"            | "Knapick"              | Citroën DS3       | 13º | 15º | 16º | 17º |     |

## Semifinales
Semifinal 1
| Pos. | No. | Piloto               | Equipo                 | Tiempo   | Pts |
| ---- | --- | -------------------- | ---------------------- | -------- | --- |
| 1    | 11  | Petter Solberg       | PSRX Volkswagen Sweden | 4:42.350 | 6   |
| 2    | 1   | Johan Kristoffersson | PSRX Volkswagen Sweden | +2.886   | 5   |
| 3    | 13  | Andreas Bakkerud     | EKS Audi Sport         | +3.127   | 4   |
| 4    | 7   | Timur Timerzyanov    | GRX Taneco Team        | +5.656   | 3   |
| 5    | 36  | Guerlain Chicherit   | GC Kompetition         | +6.177   | 2   |
| 6    | 4   | Robin Larsson        | Olsbergs MSE           | +9.799   | 1   |

Semifinal 2
| Pos. | No. | Piloto               | Equipo             | Tiempo   | Pts |
| ---- | --- | -------------------- | ------------------ | -------- | --- |
| 1    | 5   | Mattias Ekström      | EKS Audi Sport     | 4:43.579 | 6   |
| 2    | 9   | Sébastien Loeb‡      | Team Peugeot Total | +3.573   | 5   |
| 3    | 68  | Niclas Grönholm      | GRX Taneco Team    | +5.107   | 4   |
| 4    | 6   | Jānis Baumanis       | STARD              | +5.621   | 3   |
| 5    | 74  | Jérôme Grosset-Janin | GC Kompetition     | +6.284   | 2   |
| 6    | 21  | Timmy Hansen         | Team Peugeot Total | DNF      | 1   |

‡ Loeb inicialmente se clasificó 13°, sin embargo fue ascendido a la semifinal luego de la retirada de Kevin Hansen.

## Final
| Pos. | No. | Piloto               | Equipo                 | Tiempo   | Pts |
| ---- | --- | -------------------- | ---------------------- | -------- | --- |
| 1    | 1   | Johan Kristoffersson | PSRX Volkswagen Sweden | 4:36.568 | 8   |
| 2    | 9   | Sébastien Loeb       | Team Peugeot Total     | +1.215   | 5   |
| 3    | 13  | Andreas Bakkerud     | EKS Audi Sport         | +2.389   | 4   |
| 4    | 68  | Niclas Grönholm      | GRX Taneco Team        | +7.099   | 3   |
| 5    | 11  | Petter Solberg       | PSRX Volkswagen Sweden | +11.264  | 2   |
| DSQ  | 5   | Mattias Ekström      | EKS Audi Sport         |          |     |

## Campeonato tras la prueba
Estadísticas Supercar
| Pos | Piloto               | Pts | Dif |
| --- | -------------------- | --- | --- |
| 1   | Johan Kristoffersson | 27  |     |
| 2   | Petter Solberg       | 24  | +3  |
| 3   | Andreas Bakkerud     | 20  | +7  |
| 4   | Mattias Ekström      | 19  | +8  |
| 5   | Niclas Grönholm      | 18  | +9  |

- Nota:Sólo se incluyen las cinco posiciones principales.